# سيد فريد
سيد فريد (1 أبريل 1984 في الهند - ) هو لاعب كرة قدم هندي في مركز الدفاع. لعب مع United Sikkim FC ‏ ونادي طيران الهند.

## وصلات خارجية
- سيد فريد على موقع Soccerway.com (الإنجليزية)